# مارکوس فوکس (دونده)
مارکوس فوکس (آلمانی: Markus Fuchs؛ زادهٔ ۱۴ نوامبر ۱۹۹۵) دونده سرعت اهل اتریش است.